# サモンエア
サモンエア（タジク語: Сомон Эйр、英語: Somon Air）は、タジキスタンのドゥシャンベを拠点とする同国初の民営航空会社である。2019年1月に国営のタジキスタン航空が運航停止したため、事実上タジキスタンで最大の航空会社になった。

## 概要
ドゥシャンベ空港を中心に、国内線や国際線を運行する。タジキスタン共和国大統領をはじめとする高官たちの輸送も行う。

## 歴史
2008年2月5日にモスクワへの定期便を運航開始した。 設立以来、主に東ヨーロッパへの旅客サービスと輸送サービスを手掛け、国際線目的地へのほとんどのフライトはドゥシャンベから運航している。

## 就航地
| 国               | 都市                 | 空港                                   |          |               |
| ---------------- | -------------------- | -------------------------------------- | -------- | ------------- |
| タジキスタン     | ドゥシャンベ         | ドゥシャンベ空港                       | ハブ空港 | [ 5 ]         |
| タジキスタン     | ホジェンド           | ホジェンド空港                         | 焦点空港 |               |
| サウジアラビア   | ジェッダ             | ジェッダ空港                           |          | [ 6 ] [ 5 ]   |
| アラブ首長国連邦 | ドバイ               | ドバイ国際空港                         |          | [ 5 ]         |
| イラン           | テヘラン             | エマーム・ホメイニー国際空港           |          | [ 7 ]         |
| カタール         | ドーハ               | ハマド国際空港                         |          | [ 8 ] [ 9 ]   |
| ウズベキスタン   | タシュケント         | イスラム・カリモフ・タシケント国際空港 |          | [ 5 ]         |
| 中国             | ウルムチ             | ウルムチ・ディウォプ国際空港           |          | [ 10 ]        |
| インド           | デリー               | インディラ・ガンディー国際空港         |          | [ 11 ] [ 12 ] |
| カザフスタン     | アルマトイ           | アルマトイ国際空港                     |          | [ 5 ]         |
| カザフスタン     | アスタナ             | ヌルスルタン・ナザルバエフ国際空港     |          |               |
| パキスタン       | イスラマバード       | イスラマバード国際空港                 |          | [ 13 ]        |
| ロシア           | モスクワ             | ドモジェドヴォ空港                     |          |               |
| ロシア           | モスクワ             | ヴヌーコヴォ国際空港                   |          |               |
| ロシア           | モスクワ             | ジューコフスキー空港                   |          |               |
| ロシア           | サンクトペテルブルク | プルコヴォ空港                         |          |               |
| ロシア           | ノヴォシビルスク     | トルマチョーヴォ空港                   |          |               |
| ロシア           | エカテリンブルク     | コルツォヴォ国際空港                   |          |               |
| ロシア           | サマラ               | クルモチ国際空港                       |          |               |
| ロシア           | カザン               | カザン国際空港                         |          |               |
| ロシア           | スルグト             | スルグト国際空港                       |          | [ 14 ]        |
| トルコ           | トラブソン           | トラブゾン空港                         |          |               |
| トルコ           | イスタンブール       | イスタンブール国際空港                 |          | [ 5 ]         |
| ドイツ           | ミュンヘン           | ミュンヘン空港                         |          |               |

### 過去に就航していた都市(一部)
- ロシア
  - イルクーツク、ハンティ・マンシースク、ニジネヴァルトフスク、チュメニ、オレンブルク、クラスノダール、クラスノヤルスク、ソチ
- ウクライナ
  - キーウ
- ドイツ
  - フランクフルト

## 保有機材と退役機種
| 機種                | 保有数 | 発注数 | 客席数 | 客席数 | 客席数 | 備考               |
| 機種                | 保有数 | 発注数 | C      | Y      | 計     | 備考               |
| ------------------- | ------ | ------ | ------ | ------ | ------ | ------------------ |
| ボーイング787-8     | 1      | -      | 不明   | 不明   | 不明   |                    |
| ボーイング737-800   | 4      | -      | -      | 189    | 189    |                    |
| ボーイング737-900   | 2      | -      | 16     | 168    | 184    |                    |
| ボーイング737 MAX 8 | -      | 2      | 未定   | 未定   | 未定   | 2026年以降受領予定 |

退役機種
- エアバス・ヘリコプター　H125
- Mi8-AMT
- ボーイング737-300